# Шеренберги
Шеренберги (нем. Scherenberg) — франконский дворянский род, существовавший с 1212 по 1495 год. Не стоит путать с одноимённым тюрингским родом, степень родства с которым неизвестна.

## История
Шеренберги была семьей министериалов в княжестве-епископстве Вюрцбург, обладавшим поместьями в Штайгервальде. Родным замком был Шеренбург, располагавшийся между горами Гангольфсбергом и Забельштайн в северном Штайгервальде.
Хартмут фон Шеренбергом является первым задокументированным членом семьи, упоминание о нём относится к 1212 году. Шеренберги были родственниками сеньоров Забельштайн (руины замка Забельштайн находятся примерно в 2 км от Шеренберга) и, как и они, имели на своем гербе ножницы.
Князь-епископ Вюрцбурга Рудольф II (р. ок. 1401 года — ум. 29 апреля 1495 года) был последним представителем мужской линии.

## Герб
На гербе Шеренберга изображены раскрытые красные ножницы в золоте. На шлеме с красным и золотым покрытием коронованная серебряная львиная голова с шеей.
- Гербовник Зибмахера
- Герб Рудольфа II как князя-епископа Вюрцбурга
- Герб общины Франкенвинхайм